# Wu Yiming
Wu Yiming (吳依銘T, 吴依铭 S, Wú Yī MíngP; Wuxi, 22 novembre 2006) è una goista cinese.

## Carriera
Diventata professionista nel 2018, l'anno successivo è stata promossa 2 dan e nel 2021 è diventata 3 dan.
Nel 2022 ha partecipato alla Hoban Cup con la squadra cinese e ha ottenuto cinque vittorie consecutive (incluse quelle contro le giapponesi Nakamura Sumire, Suzuki Ayumi e Xie Yimin), contribuendo in modo decisivo alla vittoria della sua squadra. Successivamente è stata promossa 4 dan.
Nel maggio 2023 è stata promossa 5 dan ed è stata selezionata per la partecipazione alla sesta edizione della Wu Qingyuan Cup, a giugno: nel primo turno ha sconfitto la giapponese Nakamura Sumire, al secondo è stata sconfitta dalla giocatrice più forte al mondo, la sudcoreana Choi Jeong. Come membro della squadra femminile cinese (insieme a Yu Zhiying, Li He e Wang Yubo), a fine settembre partecipa ai XIX Giochi asiatici: nel corso della competizione femminile a squadre ha conseguito cinque vittorie su cinque incontri disputati nel girone preliminare (incluse quelle sulla giapponese Ueno Asami, la sudcoreana Kim Eun-ji e la taiwanese Lu Yuhua), che hanno permesso alla squadra cinese di piazzarsi seconda nel girone e accedere alle semifinali. Malgrado la sua sconfitta in semifinale contro la giapponese Ueno Asami, la squadra cinese è riuscita a vincere 2-1 e a contendere alla squadra sudcoreana la medaglia d'oro: nella finale, Wu ha ottenuto una vittoria decisiva sulla sudcoreana Kim Eun-ji, e la squadra cinese ha vinto per 2-1 e ha conquistato la medaglia d'oro.
Ad agosto 2025 è arrivata seconda nella quinta edizione del Guoshou femminile, perdendo in finale contro Luo Chuyue.